# 拉辛 (堪薩斯州)
拉辛（英語：La Cygne）是一個位於美國堪薩斯州林縣的城市。

## 地方資料
根據2020年美國人口普查的數據，拉辛的面積為4.01平方千米，當中陸地面積為3.96平方千米，而水域面積為0.05平方千米。當地共有人口1050人，而人口密度為每平方千米261.85人。